# Eupelmus dryorhizoxeni
Eupelmus dryorhizoxeni är en stekelart som beskrevs av William Harris Ashmead 1886. Eupelmus dryorhizoxeni ingår i släktet Eupelmus och familjen hoppglanssteklar. Inga underarter finns listade i Catalogue of Life.